# Für eine linke Strömung

Logo

Für eine linke Strömung (FelS) war eine 1991 gegründete linksradikale Initiative aus Berlin. Die Gruppe gab die Zeitschrift arranca! heraus. Im Mai 2015 löste sich die Gruppe in die Berliner Ortsgruppe der Interventionistischen Linken (IL) auf. Bereits seit 2005 war FelS Mitglied der damals noch als Netzwerk organisierten IL.

## Geschichte und Organisation
FelS wurde 1991 von Aktivisten gegründet, die zuvor im weitesten Sinne in der Autonomen Bewegung aktiv waren, aber auch über Erfahrungen politischer Arbeit mit Organisationen in anderen Ländern verfügten. Einige der späteren Gründer beteiligten sich maßgeblich 1990 an der „Heinz-Schenk-Debatte“ zur Kritik an den Autonomen in der Berliner Autonomen Zeitschrift Interim. Sechs der an der Debatte Beteiligten, u. a. Dario Azzellini, versuchten ihre Ansprüche an revolutionäre Politik in einer neuen Struktur umzusetzen. Im Sommer 1991 antworteten sie mit einer Organisationsdebatte zur Neukonstituierung der Linken auf die in ihren Augen desolate Situation.
Als erster Schritt galt es, die in dieser Debatte aufgestellten Ansprüche an Organisierung und strategisch bestimmte Praxis zu versuchen konkret umzusetzen. Zur theoretischen Vorbereitung wurde 1992 die Zeitschrift arranca! gegründet. 1993 wurde versucht, mit der Initiative Linke Organisierung (ILO) einen bundesweiten Zusammenhang zu schaffen, in dem eine langfristige, verbindliche, theoretisch fundierte Zusammenarbeit jenseits der Kampagnenpolitik ausprobiert werden sollte. Diese Initiative für eine eher theoriegeleitete Zusammenarbeit stieß aber auf erhebliche Verständigungsschwierigkeiten und brach 1994 auseinander.
In der Praxis lag das Schwergewicht der gesamten Gruppe zu diesem Zeitpunkt – nach dem Anschluss der neuen Länder und den folgenden pogromartigen Ausschreitungen, auf der Antifa-Arbeit. 1994 konzentrierte sich die Gruppe auf die solidarische Begleitung des Kaindl-Prozesses um den bei einer spontanen Antifa Aktion erstochenen Funktionär der „Deutschen Liga für Volk und Heimat“ Gerhard Kaindl. Eine Frau aus dem FelS-Kontext wurde zusammen mit Anderen steckbrieflich gesucht. Das damalige FelS-Mitglied Raul Zelik verfasste zu dem Kaindl-Komplex sein Erstlingswerk, den Roman Friss und stirb trotzdem. Ein 1993 eingeleitetes kurzes Zwischenspiel in der Antifaschistischen Aktion/Bundesweite Organisation (AA/BO) wurde 1995 nach einer Auseinandersetzung um die Position zum Stalinismus beendet. In den folgenden Jahren wurde von der damaligen AG Antifaschismus und Antirassismus u. a. eine Kampagne gegen ihrer Ansicht nach faschistischen Verlage durchgeführt. 2004 folgte eine Kampagne gegen die Polizeiabschiebehaftanstalt Berlin-Grünau. Seit 2006 beschäftigt sich die AG in erster Linie mit der Verhinderung von NS-Gedenkveranstaltungen, beispielsweise in Halbe, Seelow oder Wunsiedel.
1995 mobilisierte FelS gemeinsam mit anderen Initiativen zur bundesweiten Demonstration gegen die Feierlichkeiten zum Tag der Deutschen Einheit, ferner hat sich FelS mit der Gründung der AG Internationale Solidarität (Intersol) ein neues Arbeitsfeld erschlossen, erster Schwerpunkt war die Solidaritätsarbeit für Benjamin Ramos Vega, einen angeblichen ETA-Unterstützer, der damals in Berlin inhaftiert war. In den folgenden Jahren arbeitete die Intersol u. a. zum Jugoslawienkrieg, zu diversen Gipfeltreffen wie der Münchener Sicherheitskonferenz oder den G8-Gipfeln in Köln, Genua oder Heiligendamm. Seit etwa 2005 hat die AG das Arbeitsfeld Antirassismus von der Antifa-AG übernommen und konzentriert sich insbesondere auf die Arbeit gegen die Zentrale Aufnahmestelle für Flüchtlinge Berlin.
1996 kam die AG Soziale Kämpfe hinzu, der Schwerpunkt lag hier anfänglich auf der Stadtteilarbeit im Berliner Bezirk Friedrichshain. 1997 wurde in diesem Rahmen ein Stadtteilladen am Boxhagener Platz in Friedrichshain gegründet. Ab 1998 wurde dann, um die lokalen Kämpfe in einen größeren Rahmen zu stellen, eine Kampagne für das Existenzgeld durchgeführt, die u. a. zu einem bundesweiten Existenzgeldkongress 1999 führte. Ab 2003 wurde unter dem Motto „Berlin Umsonst!“ die selbsttätige Aneignung propagiert und ab 2005 mit dem „Pinken Punkt“ konkreter die kostenlose Benutzung des öffentlichen Nahverkehrs propagiert. Nachdem diese Aktionsformen nicht die erhoffte Breitenwirkung hatten, wurde für 2006 dann mit der seitdem jährlich am 1. Mai veranstalteten Mayday-Parade eine Aktionsform gefunden, die einer Vielzahl von Sozialprotesten einen Ort gibt.
Der Euromayday verlor in den Jahren nach 2008 international an Kraft. Die Hoffnung, dass sich durch Beteiligung an der Protestform der internationalen Bewegung auch lokal breitere und festere Organisierung entwickelt, erfüllte sich nicht. In vielen lokalen Euromayday-Zusammenhängen begann die Suche nach alltäglichen Widerstandsformen und die systematischere Beschäftigung mit prekären Lebens- und Arbeitsweisen. Auch die AG Soziale Kämpfe entschied sich mittels der militanten Untersuchung, die an der Praxis des italienischen Operaismus und dem Community Organizing des US-Amerikaners Saul Alinsky ein systematischeres Projekt zur Untersuchung von Lebens- und Widerstandspraktiken in einer von Erwerbslosigkeit geprägten Gesellschaft.
Im Rahmen einer großen Anfrage der CDU hinsichtlich der Vernetzung von FelS mit dem „Bündnis für Demokratie und Toleranz – gegen Extremismus und Gewalt“ lagen der Bundesregierung keine Erkenntnisse vor, dass FelS Gewalttaten billige. Allerdings kritisierte FelS 2007, zum 20-jährigen Jubiläum des Deutschen Herbstes, die Rechtspraxis des § 129 Strafgesetzbuch (Mitgliedschaft in einer terroristischen Vereinigung), Zitat: „Da kommt keiner auf die Idee zu fragen, ob es einem bürgerlichen Rechtsstaat angemessen ist, Menschen über 20 Jahre einzusperren, obwohl ihnen keine persönliche Verantwortung für die ihnen vorgeworfenen Taten nachgewiesen werden kann.“
Als neuer bundesweiter Organisierungsansatz hat sich 2005 die Interventionistische Linke (IL) herauskristallisiert. Ziel war es zunächst beim G8-Gipfel in Heiligendamm eine grundlegende Kapitalismuskritik in breite Bündnisse hinein zu vermitteln. Als eher handlungsorientierte Organisierungsform lebt die IL insbesondere von den gemeinsam organisierten Blockaden. FelS schrieb hierzu: „Die Blockaden können und müssen, wenn wir für eine breite Konstellation werben wollen, unterschiedlich aussehen: Sitz-, Steh- und Materialblockaden; und auch die unterschiedliche Konfrontations- und Risikobereitschaft der AktivistInnen ist zu berücksichtigen“. So wurden Blockaden beim G8-Gipfel 2007, gegen die rechtsextreme Vereinigung Pro Köln 2008 oder gegen den NATO-Gipfel in Straßburg 2009 unterstützt und mit vorbereitet. Im Mai 2015 erklärte FELS die Auflösung der Gruppe in eine Berliner Ortsgruppe der IL. In den Monaten zuvor hatten sich bereits andere Mitgliedsgruppen der ehemals als Netzwerk organisierten IL in Berlin und bundesweit als Ortsgruppen der IL neu organisiert.
2008 wurde schließlich die Klima-AG gegründet, die sich schwerpunktmäßig mit der Mobilisierung gegen den UN-Klimagipfel in Kopenhagen im Dezember 2009 beschäftigte.